# Kenia Sinclair
Kenia Marsha Sinclair (14 juli 1980) is een Jamaicaanse atlete, die gespecialiseerd is in de middellange afstand. In 2005 en 2006 werd Sinclair Jamaicaans kampioene op de 800 m.

## Loopbaan
Sinclair, die op de 800 m reeds diverse malen prestaties binnen de 2-minutengrens neerzette, realiseerde haar persoonlijk beste tijd van 1.57,88 op 21 juli 2006 op Kreta (Rethimnon), tevens een verbetering van haar eigen nationale record van 1.58,16, dat zij op de Gemenebestspelen in maart van dat jaar had gevestigd. Bij die gelegenheid veroverde ze de zilveren medaille achter Maria Mutola. Het was al haar tweede zilveren plak achter Mutola, want kort ervoor had de Mozambikaanse bij de wereldindoorkampioenschappen in Moskou haar ook al van het goud afgehouden, al hield Sinclair er met haar tijd van 1.59,54 ook hier een nationaal record aan over.
In 2007 vertegenwoordigde Kenia Sinclair haar land op de wereldkampioenschappen in Osaka, waar zij op de 800 m doordrong tot de halve finales. Hierin werd zij als vijfde in 2.00,25 uitgeschakeld.
Een jaar later haalde ze op de Olympische Spelen in Peking de finale wel. In 1.58,24, slechts 0,36 seconden boven haar beste tijd ooit, finishte zij als zesde.

## Titels
- Jamaicaans kampioene 800 m - 2005, 2006
- Jamaicaans kampioene 1500 m - 2006

## Persoonlijke records
Outdoor
| Onderdeel | Tijd         | Datum            | Plaats    |
| --------- | ------------ | ---------------- | --------- |
| 400 m     | 56,84        | 19 april 2003    | Waco      |
| 800 m     | 1.57,88 (NR) | 21 juli 2006     | Rethimnon |
| 1000 m    | 2.37,37      | 23 augustus 2005 | Linz      |
| 1500 m    | 4.05,56      | 20 mei 2007      | Palo Alto |
| 10 km     | 34.27        | 15 januari 2011  | Hamilton  |

Indoor
| Onderdeel   | Prestatie    | Datum           | Plaats      |
| ----------- | ------------ | --------------- | ----------- |
| 200 m       | 25,73        | 1 maart 2003    | Seton Hall  |
| 800 m       | 1.59,54 (NR) | 12 maart 2006   | Moskou      |
| 1000 m      | 2.38,62 (NR) | 6 februari 2010 | Boston      |
| 1 Eng. mijl | 4.32,33 (NR) | 3 maart 2005    | Gainesville |
| 3000 m      | 9.48,96      | 1 februari 2003 | New York    |

## Prestaties

### 800 m
Kampioenschappen
- 2006:  WK indoor - 1.59,54
- 2006:  Gemenebestspelen - 1.58,16
- 2006: 4e Wereldatletiekfinale - 1.59,75
- 2007: 5e in ½ fin. WK - 2.00,25
- 2008: 6e OS - 1.58,24
- 2008: 4e Wereldatletiekfinale - 1.58,85
- 2009: 5e in ½ fin. WK - 2.02,31
- 2010:  IAAF/VTB Bank Continental Cup - 1.58,16
- 2011: 5e WK - 1.58,66 (na DSQ Maria Savinova + Jekaterina Kostetskaja)
- 2012: DNS serie OS
- 2016: 7e in serie OS

Golden League-podiumplekken
- 2005:  Golden Gala – 1.58,88
- 2006:  Bislett Games – 2.00,73
- 2007:  Golden Gala – 1.59,45
- 2008:  Bislett Games – 1.59,00
- 2008:  Memorial Van Damme – 1.59,11

Diamond League-podiumplekken
- 2010:  Shanghai Golden Grand Prix – 2.01,87
- 2011:  Prefontaine Classic – 1.58,29
- 2011:  DN Galan – 1.58,21
- 2011:  Aviva London Grand Prix – 1.59,16

### 1500 m
Diamond League-podiumplek
- 2011:  Adidas Grand Prix - 4.08,06